# Isola Bujan
L'isola Bujan (in russo остров Буян, ostrov Bujan; in italiano "impervia") è un'isola russa che fa parte dell'arcipelago Severnaja Zemlja ed è bagnata dal mare di Kara.
Amministrativamente fa parte del Tajmyrskij rajon del Territorio di Krasnojarsk, nel Distretto Federale Siberiano.

## Geografia
L'isola è ubicata nella parte nord-occidentale dell'arcipelago, a sud-ovest dell'isola Komsomolets; si trova a 500 m da capo Otkrytyj (мыс открытый). Bujan è lunga 1 km e larga 500 m.

## Curiosità
L'isola ha lo stesso nome della mitica Bujan, la misteriosa isola della mitologia slava, ma è stata scoperta successivamente al racconto.